# Libertad y Cambio
Libertad y Cambio fou un sector polític del Partit Colorado de l'Uruguai.
Durant els darrers anys de la dictadura (1973-1985), el dirigent polític Enrique Tarigo Vázquez es va oposar a la reforma constitucional impulsada pels militars. Des d'aquest moment, es va veure envoltat per polítics de diferents sectors i corrents del partit. El 1982 va aparèixer l'agrupació Libertad y Cambio, que va guanyar les eleccions.
El 1984, Tarigo va ser candidat a la vicepresidència del país, al costat de Julio María Sanguinetti Coirolo. El seu sector, amb la Llista 85, va obtenir un suport força destacat amb setanta mil vots i cinc llocs de representació al parlament. En les eleccions de 1989, tot just van assolir retenir una banca per a Luis Hierro López, futur vicepresident de la República durant el govern de Jorge Batlle Ibáñez. Posteriorment, aquesta agrupació es va dissoldre.